# 小行星4342
小行星4342（4342 Freud）是一颗绕太阳运转的小行星，为主小行星带小行星。该小行星于1987年8月21日发现。

## 轨道参数
小行星4342的轨道半长轴为2.7664274 UA，离心率为0.09。